# NGC 7372
NGC 7372 este o galaxie spirală situată în constelația Pegas. A fost descoperită în 7 august 1864 de către Albert Marth. Se află la o distanță de 19.000.000 al de Pământ.